# Олд-Кроу (Юкон)
Олд-Кроу (англ. Old Crow) — громада на півночі території Юкон, Канада. Єдина юконська громада, яка не має автомобільного сполучення із зовнішнім світом і транспортні потреби якої обслуговуються лише розташованим неподалік літовищем.
Більшість населення громади складають північноамериканські аборигени, представники племені вунтут, що належить до мовної групи гвічин.

## Клімат
| Клімат Аеропорт Олд-Кроу                              | Клімат Аеропорт Олд-Кроу | Клімат Аеропорт Олд-Кроу | Клімат Аеропорт Олд-Кроу | Клімат Аеропорт Олд-Кроу | Клімат Аеропорт Олд-Кроу | Клімат Аеропорт Олд-Кроу | Клімат Аеропорт Олд-Кроу | Клімат Аеропорт Олд-Кроу | Клімат Аеропорт Олд-Кроу | Клімат Аеропорт Олд-Кроу | Клімат Аеропорт Олд-Кроу | Клімат Аеропорт Олд-Кроу | Клімат Аеропорт Олд-Кроу |
| Показник                                              | Січ.                     | Лют.                     | Бер.                     | Квіт.                    | Трав.                    | Черв.                    | Лип.                     | Серп.                    | Вер.                     | Жовт.                    | Лист.                    | Груд.                    | Рік                      |
| Абсолютний максимум, °C                               | 2,5                      | 3,0                      | 6,7                      | 15,9                     | 28,1                     | 32,3                     | 32,4                     | 32,8                     | 23,9                     | 17,5                     | 6,1                      | 1,7                      | 32,8                     |
| Середній максимум, °C                                 | −25,2                    | −21,7                    | −14,8                    | −3,7                     | 8,4                      | 19,1                     | 20,2                     | 16,2                     | 7,9                      | −5,3                     | −19                      | −20,7                    | −3,2                     |
| Середня температура, °C                               | −29,2                    | −26,5                    | −21,2                    | −10,1                    | 2,7                      | 12,9                     | 14,6                     | 10,9                     | 3,5                      | −8,8                     | −22,9                    | −25,1                    | −8,3                     |
| Середній мінімум, °C                                  | −33,5                    | −31,1                    | −27,6                    | −16,5                    | −3                       | 6,6                      | 8,9                      | 5,4                      | −0,9                     | −12,2                    | −27,1                    | −29,6                    | −13,4                    |
| Абсолютний мінімум, °C                                | −59,4                    | −54,4                    | −48,3                    | −39,5                    | −28                      | −8,3                     | −2,5                     | −9,5                     | −22,5                    | −38                      | −47                      | −56,7                    | −59,4                    |
| Норма опадів, мм                                      | 13.1                     | 13.8                     | 14.4                     | 9.5                      | 14.4                     | 37.2                     | 43.5                     | 46.7                     | 29.0                     | 22.1                     | 18.1                     | 16.7                     | 278.6                    |
| Днів з опадами                                        | 9,2                      | 9,6                      | 9,4                      | 6,6                      | 6,3                      | 10,8                     | 13,6                     | 14,4                     | 12,6                     | 13,6                     | 11,9                     | 11,4                     | 129,3                    |
| Днів з дощем                                          | 0,0                      | 0,0                      | 0,0                      | 0,6                      | 3,6                      | 10,5                     | 13,6                     | 14,3                     | 9,3                      | 1,0                      | 0,0                      | 0,0                      | 53,0                     |
| Днів зі снігом                                        | 10,0                     | 9,9                      | 9,5                      | 6,2                      | 3,1                      | 0,8                      | 0,0                      | 0,4                      | 3,9                      | 13,2                     | 12,6                     | 11,8                     | 81,5                     |
| Вологість повітря, %                                  | 78.7                     | 76.5                     | 77.0                     | 70.4                     | 54.6                     | 47.0                     | 53.3                     | 60.2                     | 66.5                     | 80.3                     | 79.5                     | 78.9                     | 68.6                     |
| ----------------------------------------------------- | ------------------------ | ------------------------ | ------------------------ | ------------------------ | ------------------------ | ------------------------ | ------------------------ | ------------------------ | ------------------------ | ------------------------ | ------------------------ | ------------------------ | ------------------------ |
| Джерело: Міністерство навколишнього середовища Канади |                          |                          |                          |                          |                          |                          |                          |                          |                          |                          |                          |                          |                          |

## Галерея

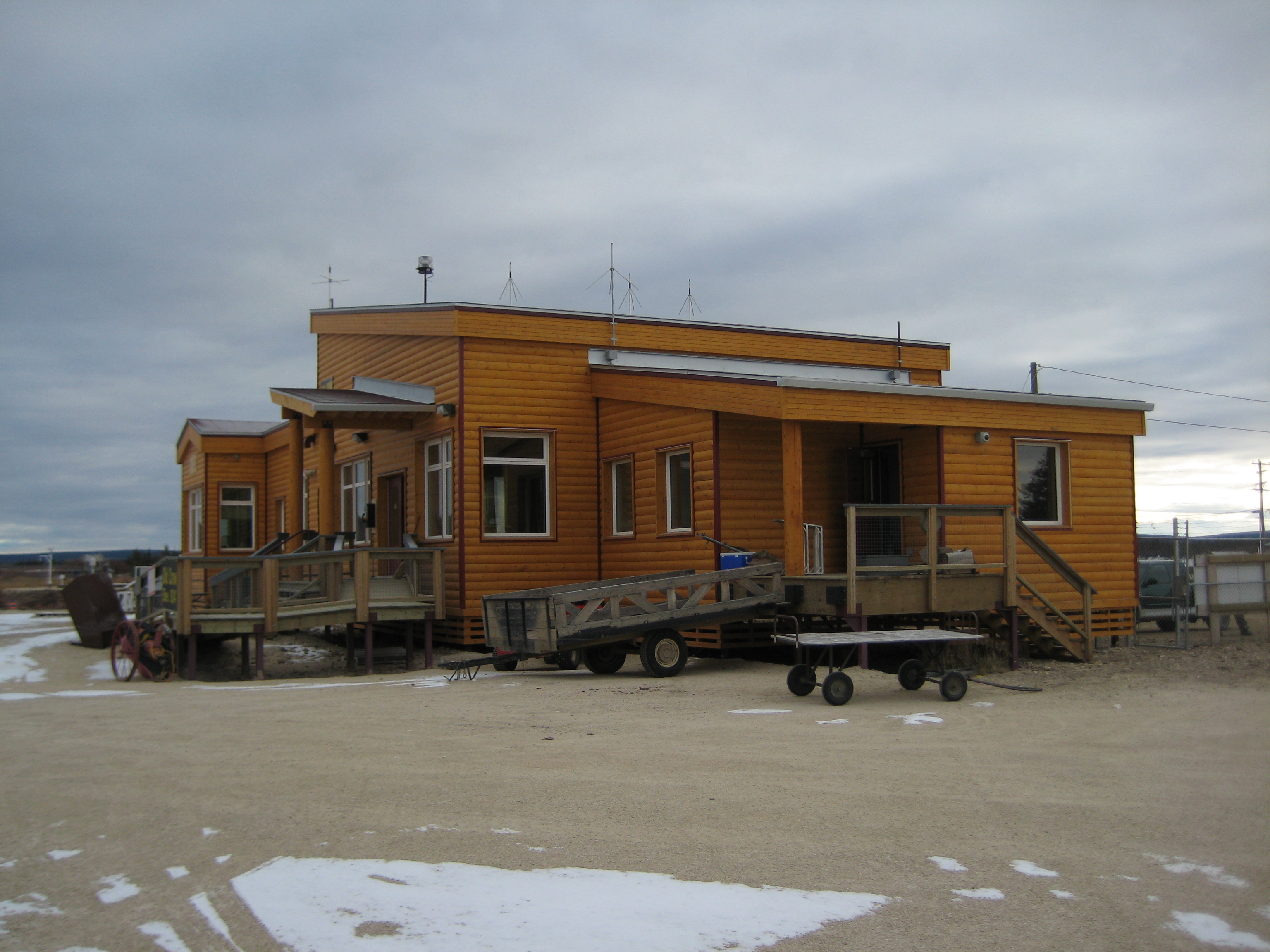
Термінал аеропорту
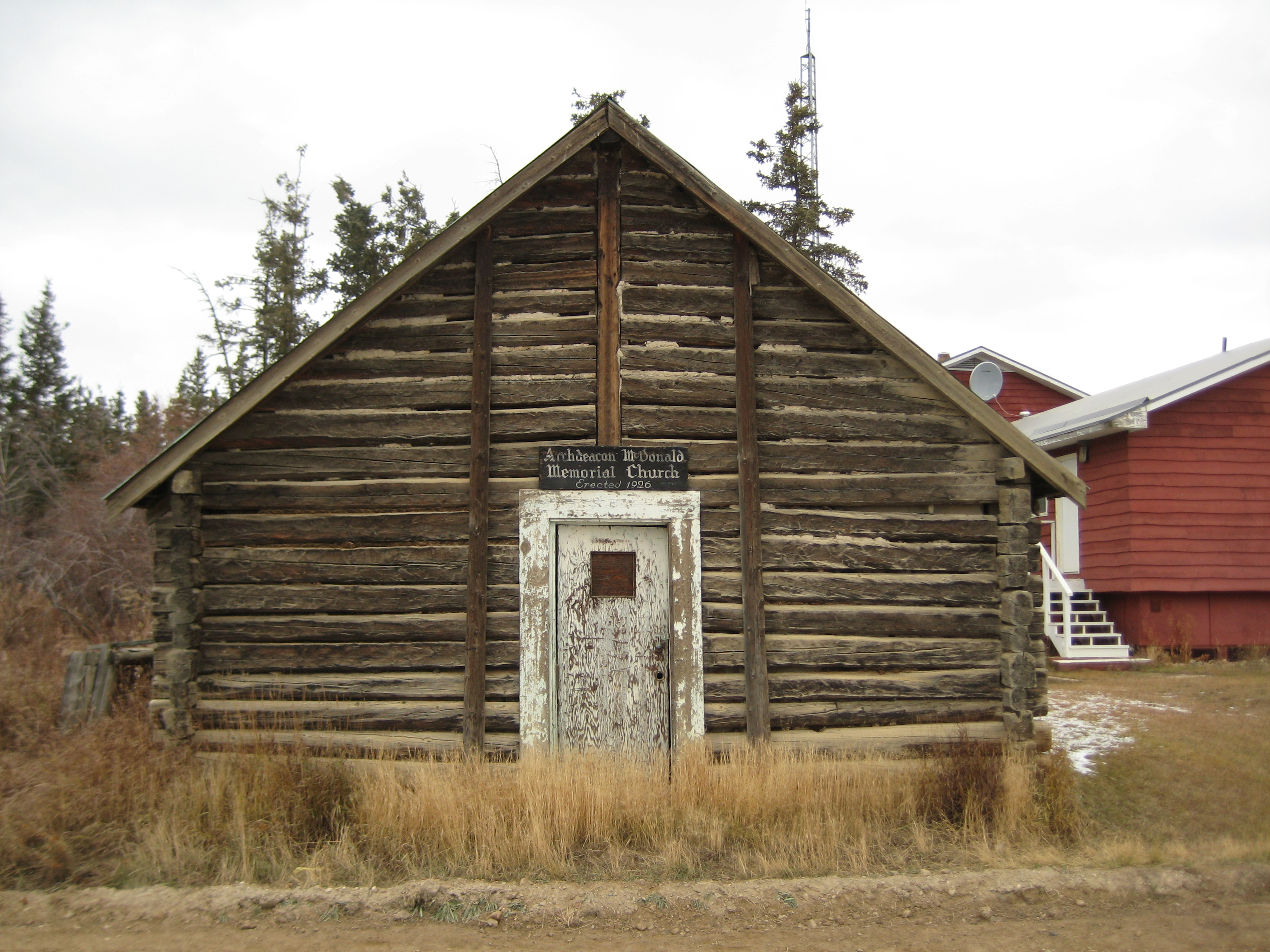
Меморіальна церква архідиякона Макдональда
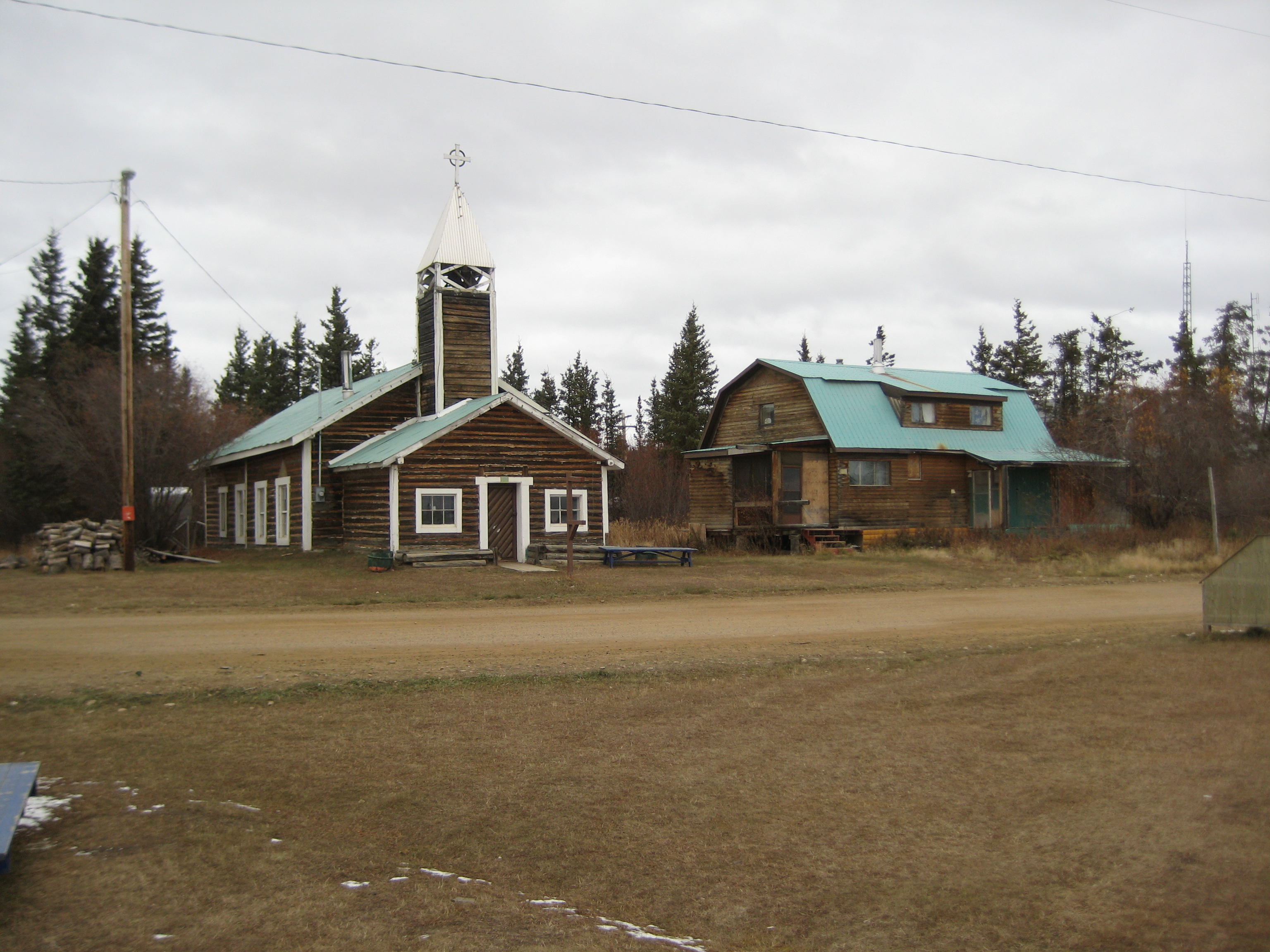
Англіканська Церква Святого Луки